# Tim Berne
Tim Berne (Syracuse, 16 ottobre 1954) è un sassofonista e produttore discografico statunitense.
Nei primi anni '90 Tim Berne fondò la propria etichetta, la Screwgun Records, con cui produsse un gran numero di album perlopiù indirizzati sul jazz d'avanguardia.

## Discografia parziale
- 1979 – The Five Year Plan (Empire)
- 1980 – 7X (Empire)
- 1981 – Spectres (Empire)
- 1982 – Songs and Rituals in Real Time (Empire)
- 1983 – The Ancestors (Soul Note)
- 1983 – Mutant Variations (Soul Note)
- 1983 – Theoretically (Empire) con Bill Frisell
- 1986 – Fulton Street Maul (CBS)
- 1988 – Sanctified Dreams (Columbia)
- 1988 – Miniature (JMT) come Miniature con Hank Roberts & Joey Baron
- 1989 – Tim Berne's Fractured Fairy Tales (JMT)
- 1990 – Pace Yourself (JMT) con Caos Totale
- 1991 – I Can't Put My Finger on It (JMT) come Miniature con Hank Roberts & Joey Baron
- 1992 – Diminutive Mysteries (Mostly Hemphill) (JMT)
- 1993 – Nice View (JMT) con Caos Totale
- 1994 – Lowlife: The Paris Concert (JMT) con Bloodcount
- 1994 – Poisoned Minds: The Paris Concert (JMT) con Bloodcount
- 1995 – Memory Select: The Paris Concert (JMT) con Bloodcount
- 1995 – Inference (Music & Arts) con Marilyn Crispell
- 1997 – Unwound (Screwgun) con Bloodcount
- 1997 – Big Satan (Winter & Winter) con Marc Ducret & Tom Rainey
- 1997 – Visitation Rites (Screwgun) con Paraphrase
- 1997 – Discretion (Screwgun) con Bloodcount
- 1997 – Saturation Point (Screwgun) con Bloodcount
- 1998 – Ornery People (Little Brother) con Michael Formanek
- 1998 – Cause & Reflect (Level Green) con Hank Roberts
- 1999 – Please Advise (Screwgun) con Paraphrase
- 1999 – Melquiades (Splasc(H)) con Enten Eller
- 1999 – Ellessi (Splasc(H)) con Umberto Petrin
- 2000 – Mosaiques (Yolk) con Jazzophone Compagnie
- 2001 – Auto da Fe (Splasc(H)) con Enten Eller
- 2001 – The Shell Game (Thirsty Ear) con Craig Taborn & Tom Rainey
- 2001 – Open, Coma (Screwgun) con Herb Robertson, Marc Ducret & the Copenhagen Art Ensemble
- 2002 – Science Friction (Screwgun)
- 2002 – The Sevens (New World)
- 2003 – The Sublime And (Thirsty Ear) con Science Friction
- 2004 – Souls Saved Hear (Thirsty Ear) con Big Satan
- 2004 – Electric and Acoustic Hard Cell Live (Screwgun)
- 2005 – Feign (Screwgun) con Hard Cell
- 2005 – Pre-Emptive Denial (Screwgun) con Paraphrase
- 2006 – Livein Cognito (Screwgun) con Big Satan
- 2007 – Seconds (Screwgun) con Bloodcount
- 2008 – Duck (Screwgun) come Buffalo Collision con Ethan Iverson, Hank Roberts & Dave King
- 2011 – Insomnia (Clean Feed)
- 2011 – Old and Unwise (Clean Feed) con Bruno Chevillon
- 2011 – The Veil (Cryptogramophone) come BB&C con Jim Black & Nels Cline
- 2011 – Intollerant (Auand) con Mr. Rencore
- 2012 – Snakeoil (ECM)
- 2013 – Shadow Man (ECM) con Snakeoil
- 2015 – You've Been Watching Me (ECM) con Snakeoil
- 2015 – Spare (Screwgun) con Snakeoil
- 2020 - Sacred Vowels (Screwgun)
- 2020 - Adobe Probe (Screwgun)
- 2022 - Decay (Screwgun)